# Loona

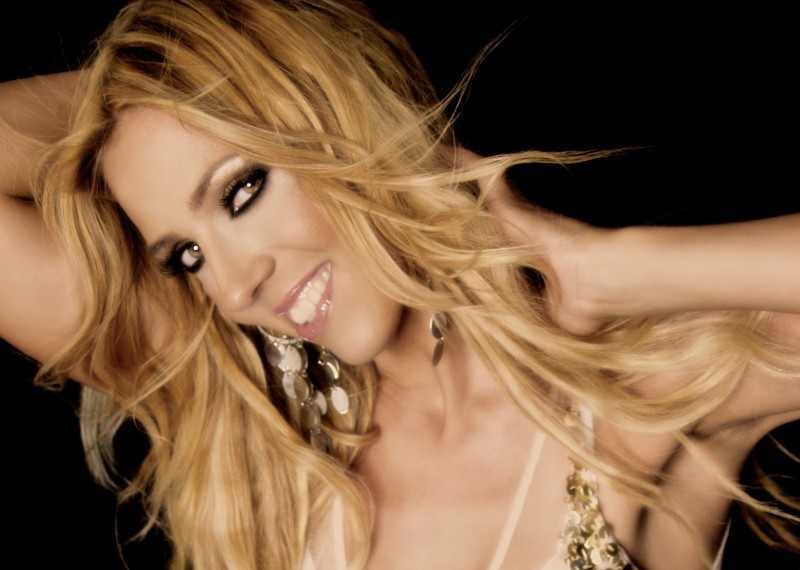
Loona (2011)

Loona ist ein niederländisches Musikprojekt um Marie-José van der Kolk (* 16. September 1974 in IJmuiden). Bis 2005 war DJ Sammy Mitglied der Band; seit 2008 führt van der Kolk das Projekt alleine weiter.

## Bandgeschichte und Reality-TV

### Entstehung
Mitte der 1990er Jahre lernte van der Kolk den Musikproduzenten und Disc Jockey DJ Sammy kennen, für den sie anfangs als Tänzerin bei Liveauftritten tätig war. Im späteren Verlauf übernahm van der Kolk unter dem Namen Carisma Gesangspassagen zur Musik von DJ Sammy. Die ersten Singles und das Debütalbum Life Is Just a Game erschienen unter dem Namen DJ Sammy feat. Carisma. Mit Prince of Love hatte das Duo einen Top-30-Hit, das Album schaffte es auf Platz 62 der deutschen Albumcharts.

### Umbenennung und weitere Zusammenarbeit
Nachdem das Duo den Projektnamen in Loona (angelehnt an spanisch luna, Mond) geändert hatte, wurde der Eurodance-Titel Bailando veröffentlicht, der eine Coverversion des belgisch/spanischen Duos Paradisio ist. Die Single entwickelte sich im deutschsprachigen Raum zum Sommerhit des Jahres 1998 und belegte in Deutschland und der Schweiz für mehrere Wochen Platz 1 der Charts. Loona bekam für den mehrfach mit Gold und Platin ausgezeichneten Song den Echo für die beste Dance-Single verliehen. Die nachfolgende Single Hijo de la luna, eine Coverversion des gleichnamigen Mecano-Liedes, wurde in Zusammenarbeit mit einem Orchester eingespielt. Auch mit diesem Titel gelang Loona in Deutschland der Sprung an die Spitze der Charts und in die Top 3 in Österreich und der Schweiz. Anfang 1999 veröffentlichte Loona das Album Lunita, das in der Schweiz und Österreich die Top 10 der Albumcharts erreichte und in Deutschland Platz 13. Die Single Donde vas verfehlte die oberen Chartregionen.
Im Sommer 1999 kam der Titel Mamboleo auf den Markt. Das Lied verwendet die Melodie von Herbert Grönemeyers Song Mambo, der sich auf dem Album 4630 Bochum von 1984 befindet. Textlich handelt der spanische Song von einem Flirt zwischen einer Frau und einem Mann auf einer Feier. Das deutschsprachige Original-Lied dagegen erzählt die Geschichte über einen Autofahrer, der verzweifelt einen Parkplatz sucht auf dem Weg zu seiner Frau. Das ursprüngliche Musikvideo in Farbe zu Loonas Mamboleo, in dem man die Sängerin mit Partyteilnehmern tanzend an einem sommerlichen Strand sieht, missfiel dem Urheber Herbert Grönemeyer, weshalb er die Erlaubnis zur Verwendung der Melodie seines Songs Mambo zurückzuziehen drohte. Obwohl das Video bereits veröffentlicht war und im Musikfernsehen wie Viva lief, konnte Grönemeyer erwirken, dass ein neues Musikvideo gedreht werden musste, ein schwarz-weißer Videoclip, in dem Sängerin Loona mit zahlreichen Darstellern mitten in einem städtischen Verkehrsstau tanzt. Mamboleo konnte sich im deutschsprachigen Raum in den Top 10 platzieren, und Loona gewann erneut den Echo für die beste Dance-Single. Kurz darauf erschien das Album Entre dos aguas, aus dem die Singles Salvador Dalí, ebenfalls eine Coverversion von Mecano, und La vida (es una flor) stammten. Weder das Album noch die Singles konnten an die Charterfolge ihrer Vorgänger anknüpfen.
Erst mit dem im Sommer 2000 veröffentlichten Latino Lover, eine Coverversion von You’re the Greatest Lover der Disco-Formation Luv’, konnte Loona wieder die Top 10 erreichen. Nachdem die folgenden beiden Singles nur mäßig erfolgreich waren, erreichte 2002 der Song Rhythm of the Night, eine englischsprachige Coverversion des türkischen Hits Hadi Bakalim von Sezen Aksu, Platz 4 der deutschen Charts.
2005 erschien das Album Wind of Time, das keine Chartplatzierung erreichte. Im selben Jahr wurde van der Kolk Mutter und das Duo trennte sich. Im Mai 2008 unterschrieb van der Kolk einen Vertrag mit Sony BMG/Ariola, um Loona als Soloprojekt weiterzuführen. Die Single Por la noche erschien im Juli 2008 und konnte sich auf Rang 64 der deutschen Singlecharts platzieren. Im Oktober 2008 erschien das Album Moonrise. Im selben Jahr war van der Kolk neben Sido und Detlef Soost Mitglied der Jury in der siebten Staffel der Casting-Show Popstars.

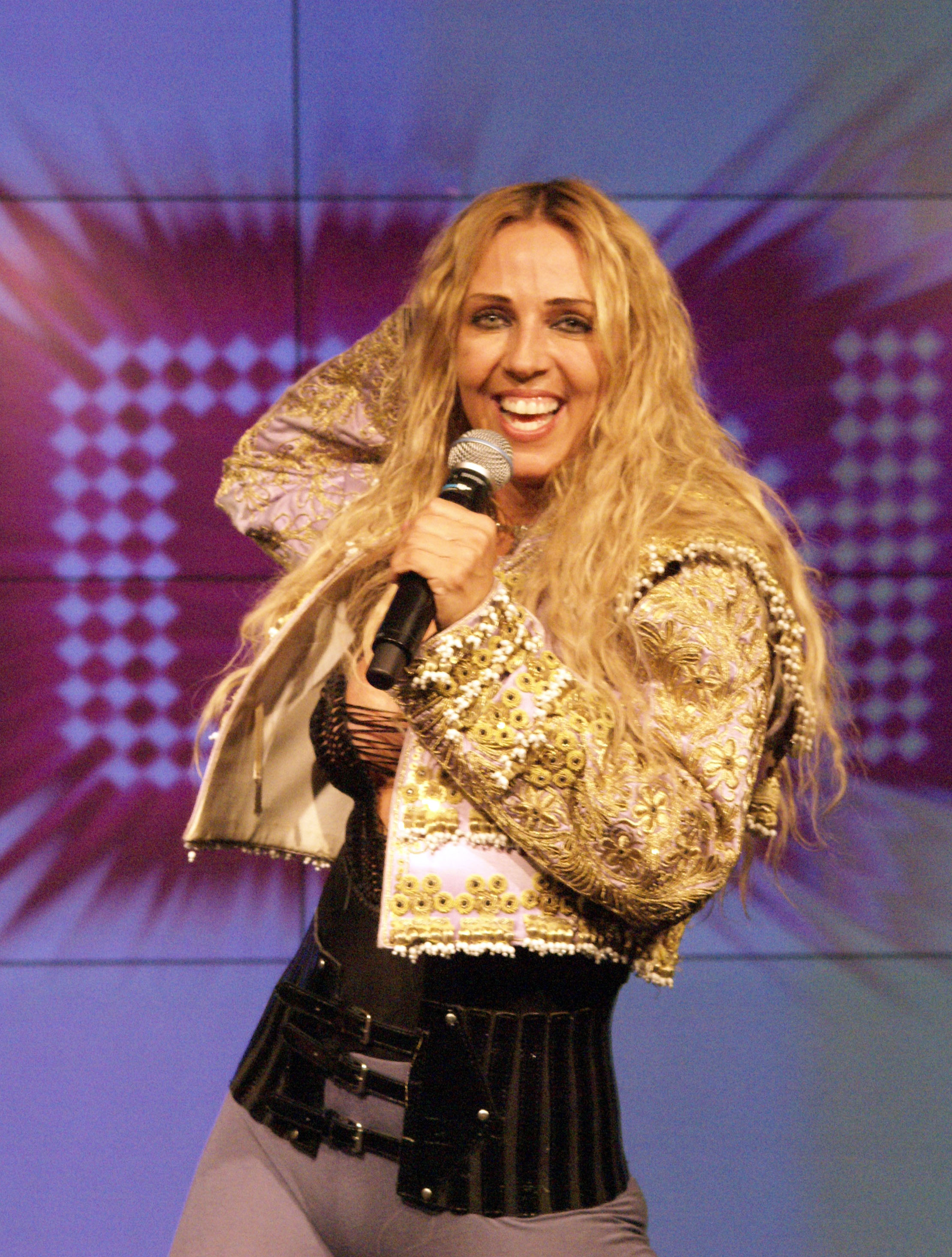
Loona (2009)

Die 2011 veröffentlichte Single Vamos a la playa stieg Ende Mai durch Downloadverkäufe in die französischen Charts ein und konnte sich bis auf Platz 4 vorarbeiten, in den französischen Dance-Charts belegte sie im selben Monat Platz 1. Mit dieser Single war Loona erstmals seit fast sechs Jahren wieder in der Schweizer Hitparade vertreten. Zudem war es die erste Single seit 2000, die es wieder in die Top 20 schaffte (Platz 16). Im Juni 2011 stieg Vamos a la playa in den dänischen Charts auf Platz 31 ein und steigerte sich in der Folgewoche auf Platz 26. Für Loona war dies der erste Song, der in den dänischen wie auch in den belgischen Charts vertreten war. Im August 2011 erreichte er dort Platz 3 der Charts. Die Single Vamos a la playa wurde erstmals ohne Plattenfirma bei Feiyr selbst von der Künstlerin und dem Label veröffentlicht.
Im Juli 2011 erschien der Song El Tiburón, den Loona im ZDF-Fernsehgarten mit Flashmobs in verschiedenen deutschen Städten vorstellte. Das Musikvideo hat sie zusammen mit Gina-Lisa Lohfink am Strand von Puerto Portals auf Mallorca gedreht. Der Titel belegte in den deutschen Singlecharts Platz 43. Das 2013 erschienene Rakatakata (un rayo de sol) erreichte Platz 47 in Deutschland. Im November 2014 veröffentlichte sie das Lied Ademloos door de Nacht, eine niederländische Coverversion von Atemlos durch die Nacht. Im Musical Cinderella übernahm van der Kolk während der Tour 2017/2018 die Rolle der Fee Jolanda. 2021 siegte van der Kolk bei der 2. Staffel von Kampf der Realitystars, 2024 nahm sie an Splash! Das Promi-Pool-Quiz teil.

## Privates
Van der Kolk lebt in Zandvoort und Mallorca. Sie hat mit DJ Sammy eine 2005 geborene Tochter. Seit 2010 ist sie mit ihrem Landsmann Mark van der Waal liiert, den sie bereits 1995 kennengelernt hatte. Seit dem 26. Oktober 2024 sind die beiden verlobt, ihr Ja gab sie ihm während einer Live Show in der Olympiahalle in München.
Von Juli 2011 bis April 2012 inszenierten van der Kolk und Gina-Lisa Lohfink eine Beziehung. Im Juli 2013 gab van der Kolk Marketinggründe dafür an. In der Juni-Ausgabe 2012 des deutschen Playboy-Magazins war Kolk auf dem Titelblatt sowie mit einer erotischen Bilderstrecke zu sehen.

## Diskografie
Studioalben

| Jahr      | Titel Musiklabel          | Höchstplatzierung, Gesamtwochen, AuszeichnungChartplatzierungen (Jahr, Titel, Musiklabel, Platzierungen, Wochen, Auszeichnungen, Anmerkungen) | Höchstplatzierung, Gesamtwochen, AuszeichnungChartplatzierungen (Jahr, Titel, Musiklabel, Platzierungen, Wochen, Auszeichnungen, Anmerkungen) | Höchstplatzierung, Gesamtwochen, AuszeichnungChartplatzierungen (Jahr, Titel, Musiklabel, Platzierungen, Wochen, Auszeichnungen, Anmerkungen) | Höchstplatzierung, Gesamtwochen, AuszeichnungChartplatzierungen (Jahr, Titel, Musiklabel, Platzierungen, Wochen, Auszeichnungen, Anmerkungen) | Anmerkungen                                     |
| Jahr      | Titel Musiklabel          | DE | AT | CH | NL | Anmerkungen                                     |
| --------- | ------------------------- | --- | --- | --- | --- | ----------------------------------------------- |
| als Loona |                           | | | | |                                                 |
|           |                           | | | | |                                                 |
| 1998      | Life Is Just a Game Urban | DE62 (6 Wo.)DE | — | — | — | Erstveröffentlichung: 29. Juni 1998 als Carisma |
| 1999      | Lunita Universal          | DE13 (16 Wo.)DE | AT8 (11 Wo.)AT | CH7 (10 Wo.)CH | — | Erstveröffentlichung: 25. Januar 1999           |
| 2000      | Entre dos aguas Universal | DE57 (4 Wo.)DE | — | CH49 (4 Wo.)CH | — | Erstveröffentlichung: 10. Dezember 2000         |
| 2002      | Colors Urban              | DE84 (1 Wo.)DE | — | — | — | Erstveröffentlichung: 21. Oktober 2002          |
| 2005      | Wind of Time Universal    | — | — | — | — | Erstveröffentlichung: 21. September 2005        |
| 2008      | Moonrise Sony             | — | — | — | — | Erstveröffentlichung: 10. Oktober 2008          |

## Auszeichnungen
- Ballermann-Award
  - 2012: in der Kategorie „Bester Pop“

- Echo Pop
  - 1999: in der Kategorie „Beste Dance-Single“ (Bailando)
  - 2000: in der Kategorie „Beste Dance-Single“ (Mamboleo)

- Radio Regenbogen Award
  - 1999: In der Kategorie: Aufsteiger des Jahres

- RSH-Gold
  - 1999: in der Kategorie „Sommerhit des Jahres“ (Bailando)[15]
  - 2000[16]